# Sérgio Sant'Anna
Sérgio Sant'Anna (Rio de Janeiro, 30 de outubro de 1941 — Rio de Janeiro, 10 de maio de 2020) foi um advogado, professor universitário e escritor brasileiro. Embora já tivesse publicado poesia, peças de teatro, novelas e romances, considerava-se primeiramente um contista.

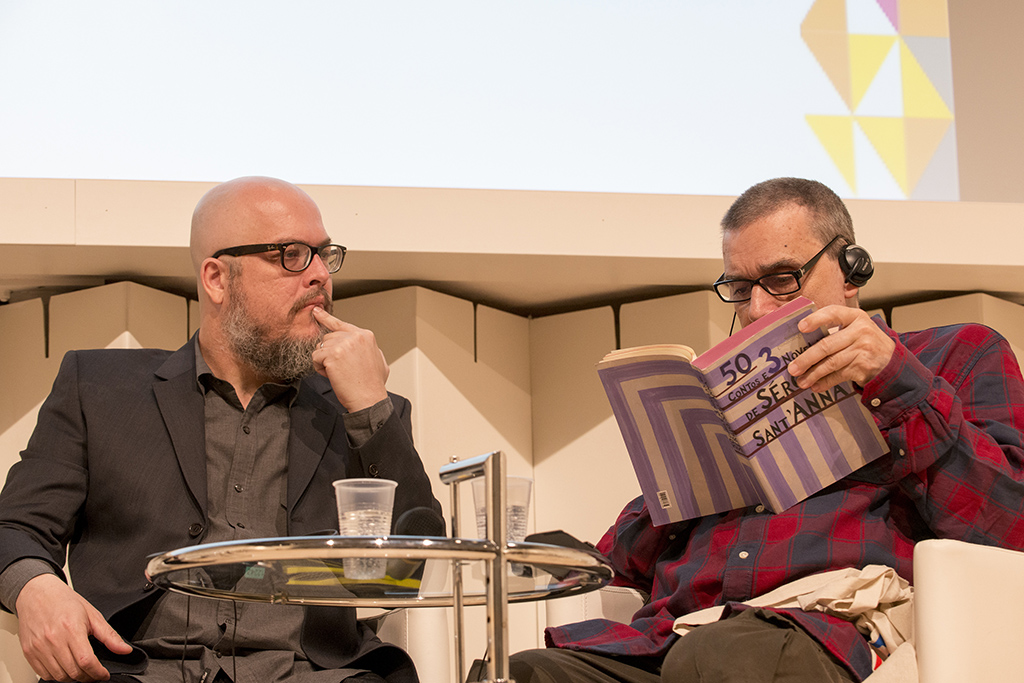

## Biografia
Sérgio nasceu na cidade do Rio de Janeiro, em 1941. Mudou-se para Belo Horizonte para cursar direito na Universidade Federal de Minas Gerais, onde se formou em 1966. No ano seguinte, mudou-se para Paris, onde se pós-graduou em direito pelo Instituto de Estudos Políticos de Paris. Após a pós-graduação conseguiu uma bolsa para participar de aulas num projeto chamado "International Writing Program" na Universidade de Iowa.
Em 1977, voltou a viver na cidade do Rio de Janeiro, onde passou a ser docente na da Escola de Comunicação da Universidade Federal do Rio de Janeiro onde atuou até o ano de 1990. Envolveu-se na revista Cult atuou como colunista no jornal O Dia e escreveu nos cadernos literários dos mais importantes jornais brasileiros, como a Folha de S.Paulo, O Estado de S. Paulo e Jornal do Brasil.
O autor faleceu em 10 de maio 2020, com sintomas da COVID-19.
Filhos: André Sant Anna (1964) e Paula Muniz Sant’Anna (1970).

## Obra
A obra de Sérgio Sant'Anna é notória pelo caráter experimental, abordando temas urbanos de várias formas diferentes, algumas bastante transgressivas.
Seu romance mais célebre é As Confissões de Ralfo, publicado em 1975. O livro é a história de um escritor que decide escrever uma "autobiografia imaginária", narrando vários fatos extraordinários numa sucessão inverossímil. O livro satiriza vários estilos consagrados: o diário de bordo, o filme de ação, o discurso utópico e, até mesmo, no auge da ditadura militar brasileira, os relatos de tortura. Em uma das cenas mais famosas do livro, o protagonista é preso por mendicagem e posto num interrogatório em que as perguntas são do tipo que se faz na escola ("Quem descobriu o Brasil?", etc...).
Dentre seus contos mais famosos incluem-se Um discurso sobre o método, Marieta e Ferdinando, A mulher-cobra, Estranhos e O vôo da madrugada. O autor já ganhou por duas vezes o prêmio Jabuti e, também por duas vezes, foi agraciado com o prêmio Status de Literatura, além de ter traduções de sua obra lançadas na Alemanha e na Itália.

## Adaptações
O conto A senhorita Simpson, contida no livro homônimo, foi adaptada para o cinema por Bruno Barreto, sob o título de Bossa Nova. Esse filme, no entanto, é considerado pela crítica e pelo autor como infiel à obra que o inspirou, sendo pouco mais que um cartão-postal da cidade do Rio de Janeiro.
Uma adaptação mais fiel foi a de Beto Brant em Crime Delicado, feita em 2005, baseada no romance de 1997.
Um Romance de Geração deu origem ao filme homônimo, dirigido por David França Mendes em 2008, com Isaac Bernat, Nina Morena, Suzana Ribeiro e Lorena da Silva.
Em 2018, o conto O Monstro foi adaptado para o teatro em monólogo com Genézio de Barros. O conto também está sendo adaptado para o cinema pelo diretor Marcio Rebelo contando com Igor Kovalewski, Raquel Anastasia, Liz Reis e Elisa Telles no elenco, e está em fase de finalização.

## Morte
Morreu em 10 de maio de 2020, após ser internado com sintomas de COVID-19 no hospital Quinta D'Or, no Rio de Janeiro.